# 比尔西 (卡尔瓦多斯省)
比尔西（法語：Burcy，法語發音：[byʁsi] ⓘ）是法国卡尔瓦多斯省的一个旧市镇，属于维尔区。2016年，比尔西与临近的13个市镇合并为新市镇瓦尔达利耶尔。

## 地理
比尔西（48°52'3"N, 0°48'10"W）面积11.52 平方千米，位于法国诺曼底大区卡爾瓦多斯省，该省份为法国西北部沿海省份，北濒大西洋英吉利海峡，东北与滨海塞纳省以海上边界相接，东临厄尔省，南至奧恩省，西与芒什省接壤。
与比尔西接壤的市镇（或旧市镇、城区）包括：谢讷多莱、勒代塞尔、拉格拉沃里、普雷勒、沃德里、维耶苏瓦、维尔、维尔诺曼底。

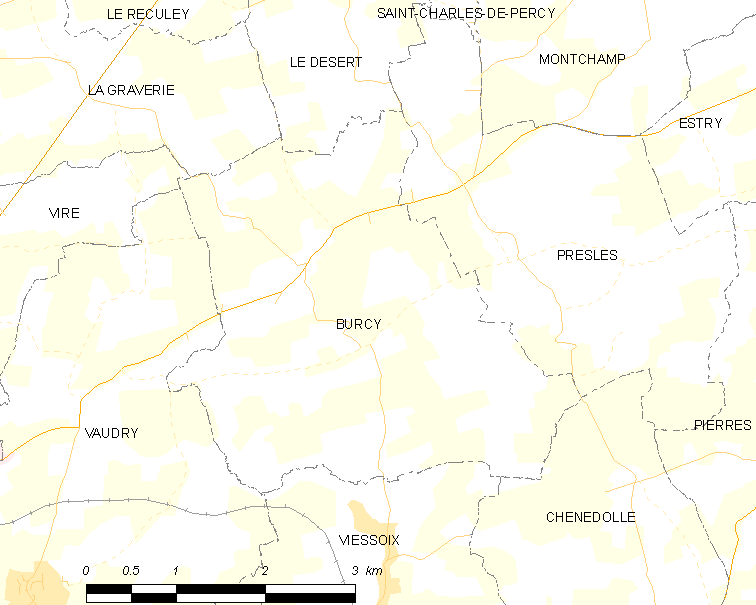
的OSM定位图

比尔西的时区为UTC+01:00、UTC+02:00（夏令时）。

## 行政
比尔西的邮政编码为14410，INSEE市镇编码为14113。

## 政治
比尔西所属的省级选区为诺曼底地区孔代县。

## 人口

1962-2008年间人口变化图示

比尔西于2018年1月1日时的人口数量为403人。